# 青岛基督教新教

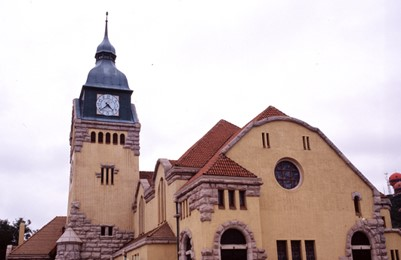
江苏路基督教堂

## 历史
1873年，美北长老会传教士郭显德来青岛崂山区、即墨一带的山村传教。1898年德国占领青岛后,陆续有11个差会在青岛传教。1949年，在市区和市属各县的基督教聚会场所共有140余处(浸信会60处、长老会30处、信义会10余处、地方教会15处)，信徒12000余人，属于21个教派，外籍传教士有90人(美籍49人，德籍21人，朝鲜籍5人，英籍4人，日籍3人)。
1958年秋，中国大陆基督教实行联合礼拜，青岛市区的56处礼拜堂(聚会点)被合并到10处联合聚会点，以后又缩减到7处:观象二路基督教堂、济宁路31号、城武路35号、清和路基督教堂、嘉禾路15号、沧口大马路137号（现四流中路186号）、龙山路4号聚会所。当时，青岛市参加聚会的信徒已经减少到只有500人。
1966年文化大革命开始，聚会场所全部被关闭。14年后，1980年首先开放了江苏路基督教堂（原国际礼拜堂），到1990年已开放教堂13处，聚会点27处，信徒增加到18000人。

## 教堂
以下是恢复开放的部分教堂：
- 江苏路基督教堂（原国际礼拜堂）
- 观象二路基督教堂（原信义会圣保罗堂）
- 龙山路基督教堂（龙山路4号，即原青岛地方教会的聚会处）
- 清和路基督教堂（原信义会路德堂）
- 李村基督教堂